# Římskokatolická duchovní správa Stojanov
Římskokatolická duchovní správa Stojanov je společenstvím římských katolíků v rámci děkanátu Uherské Hradiště. Nachází se na území farnosti Velehrad.

## Historie duchovní správy
Velehradský klášter byl založen na počátku 13. století Jde o nejvýznamnější poutní místo v České republice, každoročně se zde koná Národní pouť na Velehradě, které se pravidelně účastní desetitisíce až statisíce poutníků, jakož i řada menších pravidelných i nepravidelných poutních podniků.
Řeholní dům zde mají a chod poutního a exercičního domu Stojanov zajišťují sestry kongregace sv. Cyrila a Metoděje.

## Duchovní správci
Duchovním správcem (rektorem) je Mons. Vojtěch Šíma.

## Aktivity
V areálu poutního domu se pořádají celoročně kněžské exercicie a duchovní cvičení pro různé profese či zaměstnance církve, lektory, studenty, seniory apod.